# Duquende
Duquende, artiestennaam van Juan Rafael Cortés Santiago (Sabadell, 1965), is een Spaans flamencozanger (cantaor). Duquende wordt gezien als een opvolger van Camarón de la Isla. Sinds 1997 is Duquende, naast zijn werk als soloartiest, lid van het Paco de Lucía Sextet.

## Biografie
Duquende werd op zijn negende door Camarón uitgenodigd hem met zijn gitaar te begeleiden. In het verloop van zijn artistieke loopbaan stapte Duquende over de grens van navolger van Camarón.
Gedurende twintig jaar trad hij op voor kleine podia en zogenoemde peñas (flamenco-clubs), waar hij zijn stemgeluid en zangtechniek ontwikkelde. Hij maakte daarnaast gedurende deze periode 'standaard' deel uit van de groep van Tomatito.

In 1997 vroeg Paco de Lucía hem zijn broer Pepe in het Paco de Lucía Sextet te vervangen. Hiermee kreeg Duquende de gelegenheid zich tijdens wereldtournees verder te ontwikkelen.
In 1996 was hij de eerste Flamencozanger, die werd uitgenodigd in het Théâtre des Champs-Élysées in Parijs op te treden.
Hij werkte, naast Paco de Lucía, samen met artiesten als Tomatito, Manzanita, Juan Carmona, Juan Manuel Cañizares, Juan Habichuela, Moraíto Chico en Vicente Amigo.

## Discografie
- Fuego, primo fuego (1988)
- Duquende y la guitarra de Tomatito (1993)[2]
- A mi aire
- Soy el Duende
- Samaruco (2000), met de gitaristen Paco de Lucía en Juan Manuel Cañizares, percussionist Tino di Geraldo, en bassist Carles Benavent (2000)[1]
- Me forma de vivir. Met: Chicuelo en Niño Josele (beiden gitaar).[2]
- Qawwali Jondo (cd+dvd, 2006), een productie opgestart in 2003 met Miguel Poveda en Faiz Ali Faiz (een Pakistaanse zanger), met Chicuelo (gitaar).
- Live in Cirque d'Hiver - París (2007), ‘en directo’ (live) in París. Dit concert was een eerbetoon aan de maestro Camarón de la Isla, die de toen negenjarige Duquende ontdekte. De opnamen werden live opgenomen, waarbij Duquende werd begeleid door de gitaristen Juan Gómez "Chicuelo" en Isaac el Rubio.

- Duquende y la guitarra de Tomatito (1993)[2]
- Samaruco (2000)[1]
- Mi forma de vivir (2006)[2]

## Samenwerkingsprojecten
- Juan Carmona (Borboreo, 1996 en Caminos nuevos, 2000)
- Juan Gómez "Chicuelo" (Cómplices, 2000)
- Paco de Lucía (Luzia, 2000 en Cositas buenas, 2006).
- Jabier Muguruza (Konplizeak, 2007).